# Inseparabili (film 1988)
Inseparabili (Dead Ringers) è un film del 1988 diretto da David Cronenberg.
Il soggetto del film, di produzione canadese, è tratto dal romanzo omonimo di Bari Wood e Jack Geasland, a sua volta ispirato a un episodio di cronaca accaduto a New York nel 1975, quando i rispettabili gemelli Marcus vennero trovati morti nella loro casa tra sporcizia e un inspiegabile stato di semi-abbandono.

## Trama
Beverly ed Elliot Mantle, gemelli monozigoti, sono degli affermati ginecologi con un interesse maniacale per la loro professione e per il tema dei gemelli in generale. Fin da piccoli hanno condiviso tutto, e da grandi si scambiano anche le avventure con le donne, che comunque non intaccano mai la sfera sentimentale.
Elliot in particolare, il più forte dei due, comanda con decisione questo gioco al quale un giorno Beverly (si distingue solo dagli occhiali, quando li ha) si sottrae. Questo avviene quando conosce l'affascinante attrice Claire Niveau della quale, pur faticando a confessarlo a sé e a suo fratello, s'innamora, al di là dell'attrazione iniziale provocata essenzialmente dalla particolarità anatomica che caratterizza la donna (ha un utero "triforcuto").
Beverly soffre il distacco da Claire, lontana per lavoro e, per un equivoco, crede che lei lo abbia lasciato anche perché si era offesa e arrabbiata moltissimo quando ha scoperto l'esistenza del gemello e soprattutto il loro costume di scambiarsi nelle avventure, al quale lei non avrebbe fatto eccezione.
Beverly non accetta tutto questo e si rifugia prima nell'alcol e poi nella droga, dando avvio a un percorso autodistruttivo inesorabile, nel quale finisce per coinvolgere inevitabilmente anche il fratello.
Quando, visibilmente alterato, causa dolore a una paziente subendo il biasimo di tutti, Elliot compreso, Beverly si difende dicendo che era il corpo della donna a essere sbagliato, non i suoi metodi. Così disegna e fa realizzare strumenti chirurgici appositamente pensati per donne mutanti che poi pretenderà di portare in sala operatoria.
L'allontanamento dalla realtà è a questo punto insanabile e neanche il ritorno di Claire risulta salutare, dato che ormai anche lei fatica a comprendere sia lui sia i suoi strumenti mostruosi.
Solo Elliot può provare a porre riparo. E per farlo si sottopone prima alla droga e poi al sacrificio in un'orrenda "operazione di separazione" finale, suicidandosi, che permette a Beverly di uscire di casa sentendosi libero di affrontare una nuova vita da solo. Ma quando sente la voce di Claire al telefono capisce che il suo destino è quello di restare inseparabilmente legato a suo fratello. Torna a casa, si stende accanto a lui e si toglie la vita.

## Produzione
Le scene in cui i due gemelli si vedono contemporaneamente in scena furono realizzate tramite l'uso di uno dei primi metodi di controllo computerizzato della fotografia.
Molto degli interior di scena e relativi oggetti d'arredamento, in perfetta caratterizzazione postmoderna, sono parte di Memphis Design italiano anni '80.
Nell'autunno del 2005 la HBO annunciò la realizzazione di una serie tv ispirata a questo film, con Cronenberg in veste di produttore esecutivo. Avrebbe dovuto essere una sorta di risposta alla serie di grande successo Nip/Tuck. Tale progetto si è finalmente concretizzato anni dopo con la trasmissione della serie di sei episodi "Inseparabili" sulla piattaforma Amazon Prime nel 2023, con protagonista Rachel Weisz nel doppio ruolo di Elliot e Beverly, stavolta convertiti al femminile, ma senza la partecipazione di David Cronenberg.

## Riconoscimenti
- Festival internazionale del film fantastico di Avoriaz
  - Grand Prix